# Маријан Брецељ
Маријан Брецељ — Миха Борштник (Горица, 23. април 1910 — Љубљана, 8. јануар 1989) био је учесник Народноослободилачке борбе, друштвено-политички радник СФР Југославије и СР Словеније, јунак социјалистичког рада и народни херој Југославије. У периоду од 1974. до 1978. године обављао је функцију председника Скупштине СР Словеније.

## Биографија
Маријан Брецељ рођен је 23. априла 1910. године у Горици. Потиче из породице познатог словеначког лекара и припадника Словеначке народне странке, Антона Брецеља. Његов брат је истакнути академик проф. др Богдан Брецељ. Италијански националисти су 1919. године протерали Брецељеве у Љубљану, где је Маријан завршио гимназију, а 1934. године докторирао је на Правном факултету у Љубљани.
За време студија био је члан католичког студентског клуба „Зарја“. Био је један од од аутора протестне студентске споменице, која је у пролеће 1932. године критиковала политику др Антона Корошца, оспоравајући му право вођства над словеначким народом.
Након завршетка студија учествовао је у Хришћанско-социјалистичком синдикату (касније Југословенски струковни савез), а од 1936. године био је један од главних руководилаца овог синдиката. У периоду стварања Народног фронта, Брецељ је био један од хришћанских социјалиста, који су се заузимали за тешње везе са Комунистичком партијом Југославије.

### Народноослободилачки рат
Одмах након успостављања Освободилне фронте крајем априла 1941. године, Брецељ је именован у њено вођство као представник хришћанских социјалиста. Од јуна 1941. године био је члан Главног штаба НОВ и ПО Словеније и организатор партизанског санитета, те је илегално радио у руководству Освободилне фронте у Љубљани. Јуна 1942. године прешао је на слободну територију, у јануару 1943. године постао је члан Извршног одбора Освободилне фронте, а у априлу њен организациони секретар.
Брецељ је у фебруару 1943. године одиграо веома значајну политичку улогу приликом састављања и прихватања Доломитске изјаве, којом су све скупине Освободилне фронте својим потписима потврдиле јединство организације и признале руководећу улогу Комунистичке партије Словеније у њој.
Маја 1943. године Брецељ је постао члан Комунистичке партије Словеније. Био је члан Антифашистичког већа народног ослобођења Југославије и члан председништва Словеначког народноослободилачког савета (СНОС). Својим личним залагањем, допринео је у изграђивању новог Словеначког демократског законодавства. Од јесени 1944. године и још после рата био је потпредседник Освободилне фронте.

### Послератна каријера
Када је 5. маја 1945. године формирана прва Словеначка влада, постао је њен потпредседник и министар за индустрију. Од 1950. године био је председник Савета за законодавство НР Словеније, а од лета 1952. године потпредседник Извршног већа Словеније. Од 1956. године био је државни секретар за робни промет владе ФНР Југославије и члан Савзеног извршног већа.
Маја 1963. године изабран је за потпредседника Скупштине СР Словеније. Од 1967. до 1974. године био је потпредседник Савезне скупштине и потпредседник Савезне уставне комисије, где је радио на обликовању новог уставног система.
Све време после рата био је Републички или Савезни посланик.
Поред државних, вршио је и високе политичке функције:
- члан Централног комитета Савеза комуниста Словеније од 1948. до 1959. године и касније у више наврата
- члан Централног комитета Савеза комуниста Југославије од 1958. до 1964. године
- од 1974. године до 1978 председник Скупштине СР Словеније
- члан Председништва СР Словеније од 1978. до 1982. године

Умро је 8. јануара 1989. године у Љубљани.
Носилац је Партизанске споменице 1941., Ордена народног ослобођења, Ордена јунака социјалистичког рада и Ордена за храброст. Орденом народног хероја одликован је 27. новембра 1953. године.